# Relais Bernard Loiseau
Le Relais Bernard Loiseau est un établissement hôtelier de Saulieu comprenant le restaurant gastronomique La Côte d'Or, un hôtel Relais et Chateau et un spa. Il est situé sur l'ancienne route Nationale 6 Paris-Alpes, en Bourgogne.
Fondée par Paul Budin, la table est successivement tenue entre autres par les chefs cuisiniers Alexandre Dumaine, Bernard Loiseau, Patrick Bertron puis Louis-Philippe Vigilant, et noté deux étoiles par le Guide Michelin et 17/20 par le guide Gault et Millau.
Le bâtiment a été inscrit monument historique par arrêté du 4 octobre 2010.

## Histoire du RestaurantLa Côte d'Or

### L'Hostellerie de la Côte d’Orà Saulieu
L'établissement tire ses origines d'un relais de poste, reconverti à la suite de leur suppression en 1873 en un hôtel, racheté en 1904 par Paul Budin et son épouse Élise. Le jambon à la crème de son chef et gendre Jean-Baptiste Monin fait la renommée de l'établissement, après l'avoir servi lors d'un banquet donnée en l'honneur de l'ancien président de la République Raymond Poincaré lors de l'inauguration du monument au mort de Saulieu en décembre 1921. La recette est primée au salon de Paris en 1924 et en 1926, le Guide Michelin décerne au restaurant sa première étoile.

### Ère Alexandre Dumaine
En 1932, après dix ans passés en Algérie, le chef Alexandre Dumaine - originaire de Digoin - revient s'établir en Bourgogne à Saulieu, où il acquiert l’Hostellerie de la Côte d’Or. En un an, celui-ci obtient une deuxième étoile et dès 1935, son travail est récompensé de trois étoile du Guide Michelin. Le chef, avec l'aide de son épouse Jeanne, s'impose rapidement comme un des trois grands chefs français de son époque avec Fernand Point à Vienne, et André Pic à Valence. Il est récompensé de nombreux prix de gastronomie, avec entre autres parmi ses recettes de prédilection : les écrevisses de monsieur le Prieur, la carpe à la Chambord, l'oreiller de la Belle Aurore, les truffes au champagne… Il sait rehausser les plats les plus simples, en particulier grâce au choix des produits employés.
Des clients fidèles de prestige et nombreuses célébrités de l'époque, ne manquent pas de s'arrêter chez lui, sur la route Paris-Alpes-Côte d'Azur, dont le roi d'Espagne Alphonse XIII, le général Juin, l'Aga Khan, Rainier III de Monaco, le comte de Paris, Sacha Guitry, Orson Welles, Ernest Hemingway, Édith Piaf, Colette, Fernandel, Mistinguett, Maurice Chevalier, Georges Carpentier, Charlie Chaplin, Vivien Leigh, Gary Cooper, Salvador Dalí et même le maréchal Pétain, le 20 juin 1944, en route pour l'Allemagne s'arrête à la Côte d'Or…[réf. nécessaire]. Le célèbre critique culinaire Curnonsky y établit son quartier général. En 1963, après 32 ans de carrière, Dumaine passe la main  à François Minot avec deux étoiles.

### Reprise par Bernard Loiseau
Le restaurant est repris en main en 1975 par Bernard Loiseau, qui prend l'hôtel en gérance après son rachat par Claude Verger, propriétaire de La Barrière de Clichy qui l'a formé lui ainsi que Guy Savoy. Il remanie la carte et impose dans le vieil établissement la nouvelle cuisine, plus légère et cherchant la mise en valeur des ingrédients. Il rachète l'établissement en 1982, lui redonne son prestige et obtenant à son tour sa troisième étoile au Guide Michelin en 1991. Au cours de sa carrière, le chef met en place autour de son restaurant une boutique (ouverte en 1995), ouvre de nouveaux établissements à Paris, au Japon et en 1998 crée un groupe (Bernard Loiseau SA), faisant de lui le premier chef côté en bourse.

### LeRelais Bernard Loiseau
En 2003, à la suite de la disparition tragique du chef au mois de février, Dominique Loiseau (sa femme) ainsi que son second Patrick Bertron se partagent sa succession, respectivement à la tête du groupe et en cuisine. Le restaurant est rebaptisé Relais Bernard Loiseau en juin de la même année, comptant ainsi perpétuer la mémoire du chef à travers son établissement. Le restaurant perd sa troisième étoile en 2016, mais le groupe rebondit  en se renouvelant et élargissant son offre. Le restaurant (seul) reprend son nom initial, La Côte d'Or en septembre 2019. Patrick Bertron quitte le restaurant en 2023, laissant la place au chef Louis-Philippe Vigilant. Ce dernier, entré commis chez Loiseau, a dirigé 8 ans Loiseau des Ducs à Dijon avant de revenir à Saulieu dès 2022 comme adjoint de Bertron,.

## Chefs cuisiniers successifs
- 1932 à 1964 : Alexandre Dumaine
- 1964 à 1975 : Francois Minot
- 1975 à 2003 : Bernard Loiseau
- 2003 à 2023 : Patrick Bertron
- depuis 2023 : Louis-Philippe Vigilant

## Le complexe hôtelier
Le Relais Bernard Loiseau, compte en plus de son restaurant La Côte d'Or un hôtel 5 étoiles et un spa.

### Chambre et suites
Le Relais Bernard Loiseau compte 34 chambres et suites. Il s'agit d'un hôtel cinq étoiles Relais et Châteaux.

### Spa Loiseau des Sens
En 2017, le Relais Bernard Loiseau ouvre un spa de 1 500 m2 situé à côté de l'établissement principal. Le projet, conçu par Dominique Loiseau, reçoit trois prix dont le meilleur Spa 2018 des European Hôtel Awards et le Grand Prix du Jury 2019 des Gala Spas Awards,. Ce nouvel établissement, dédié au bien-être, et qui a coûté 6 millions d'euros, s'élève sur quatre niveaux et comporte un nouveau restaurant axé sur les produits bio et végétariens. La cuisine y est réalisée par le Chef japonais Ito Shoro.

### L'Hostellerie d'Auxois
L'offre du Relais est complétée par un second établissement sédélocien de 29 chambres, situé face au premier et classé deux étoiles, comprenant comprenant un bar et le Bistrot du Morvan, proposant une cuisine simple et locale.

## Galerie

Restaurant
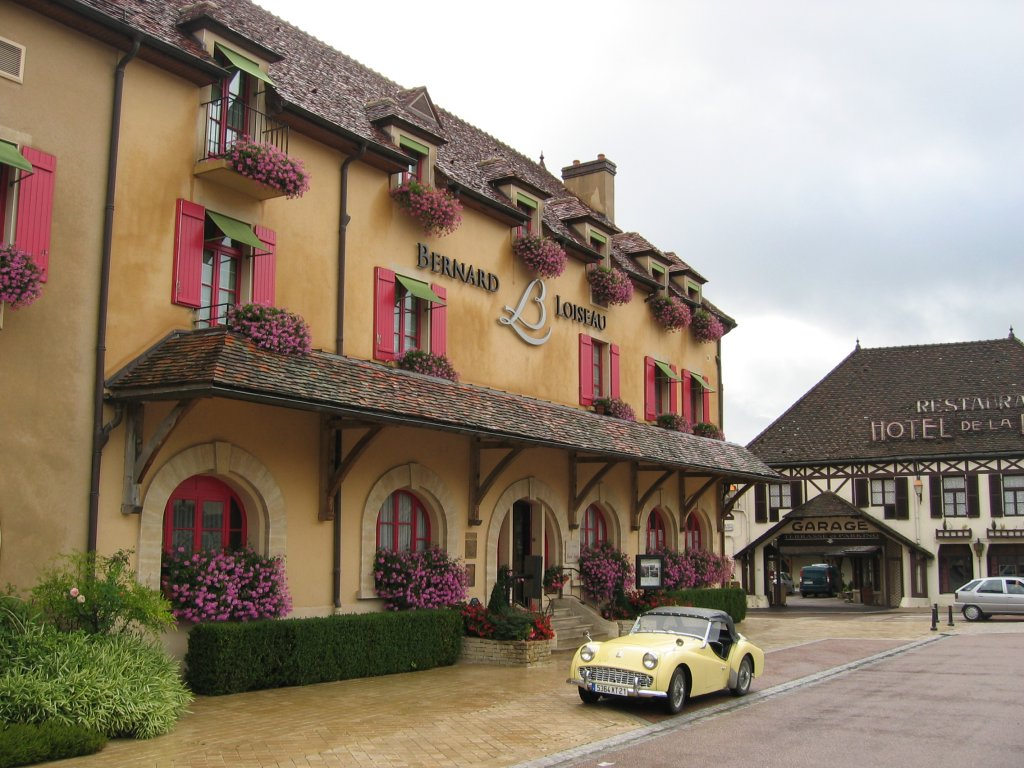
Le restaurant vu de l'extérieur.
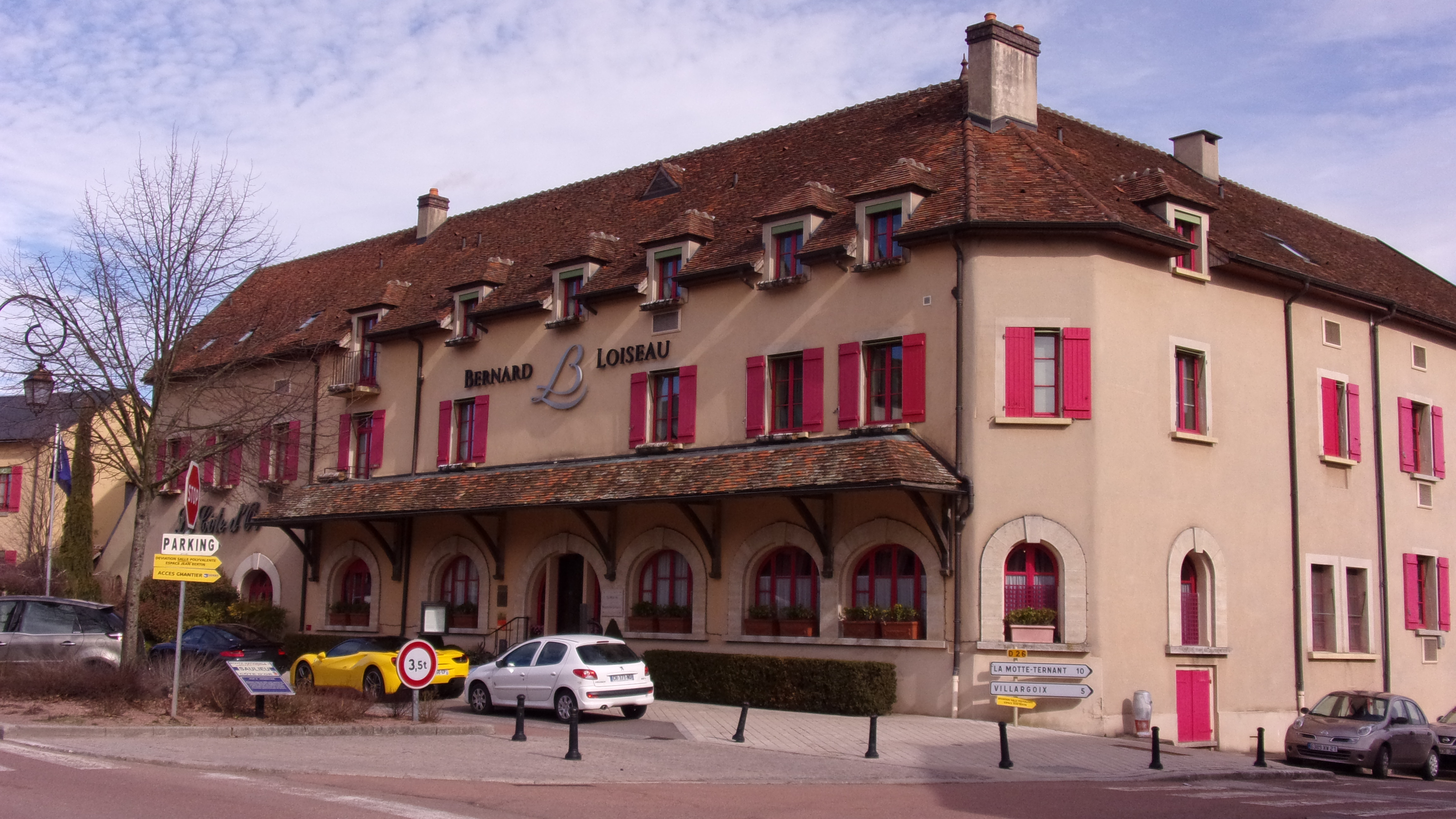
Le restaurant vu de l'extérieur.
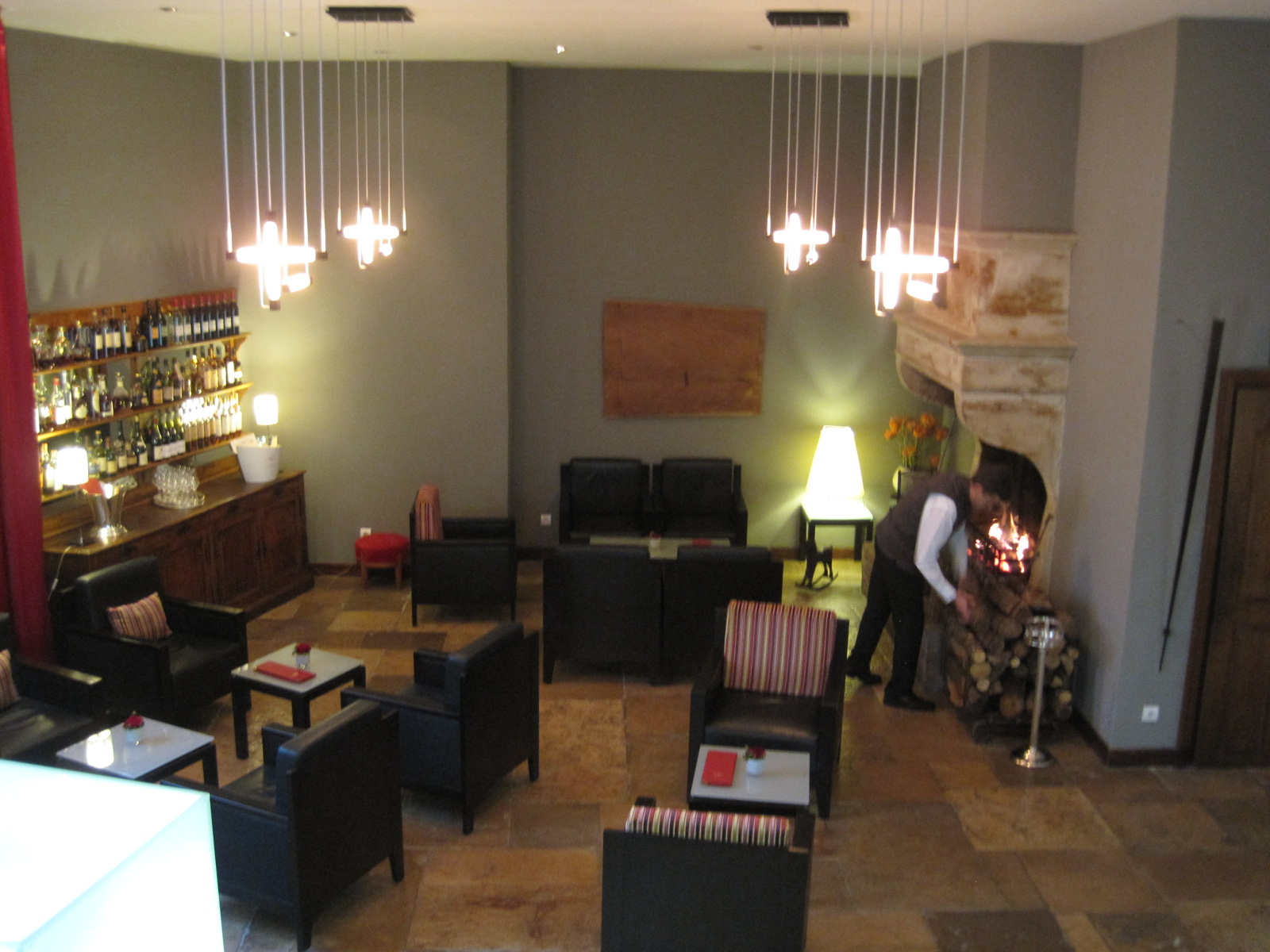
Vue du bar.
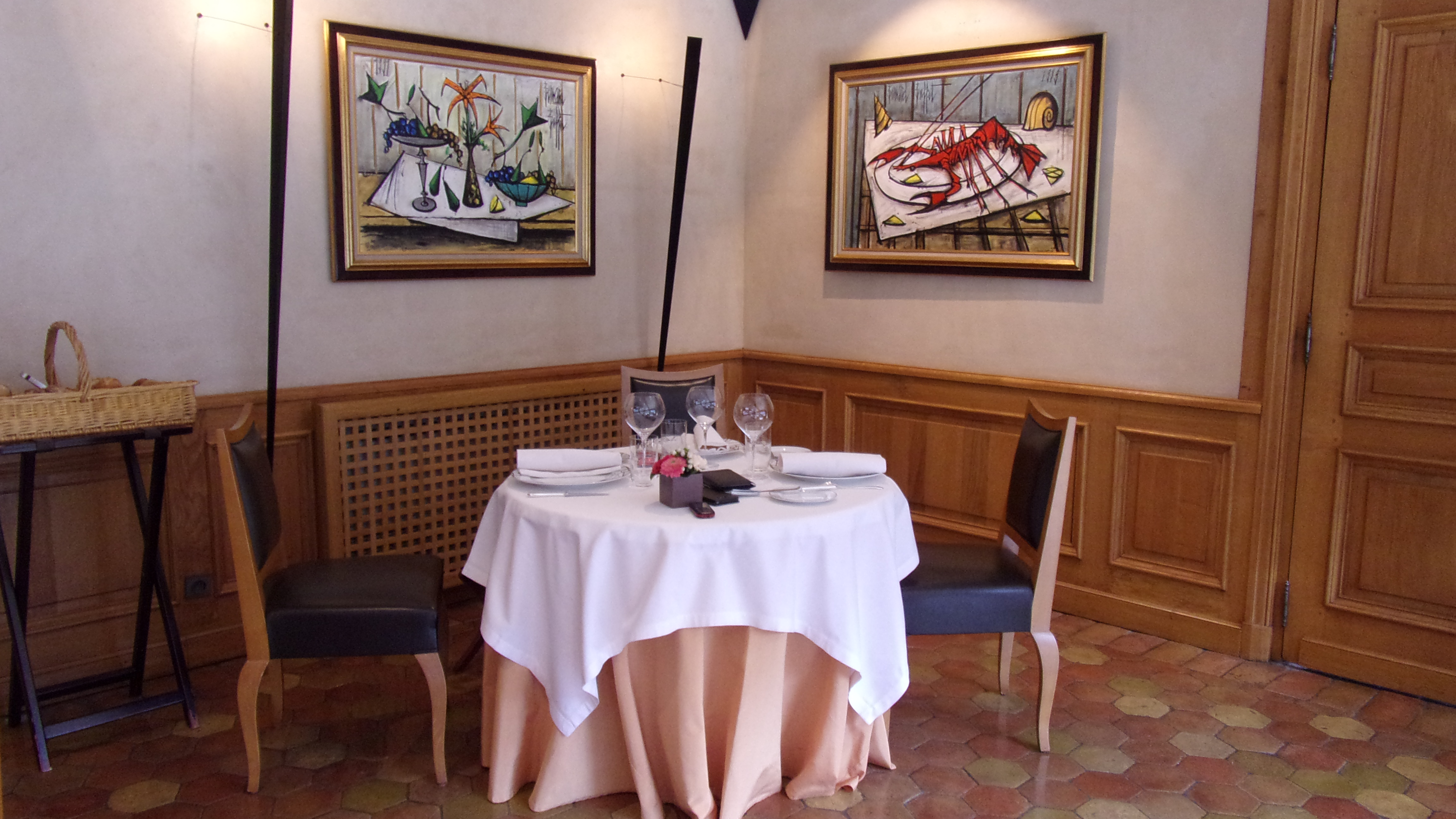
Table de la salle Bernard Buffet, avec des tableaux authentiques du peintre.

Jardin et piscine
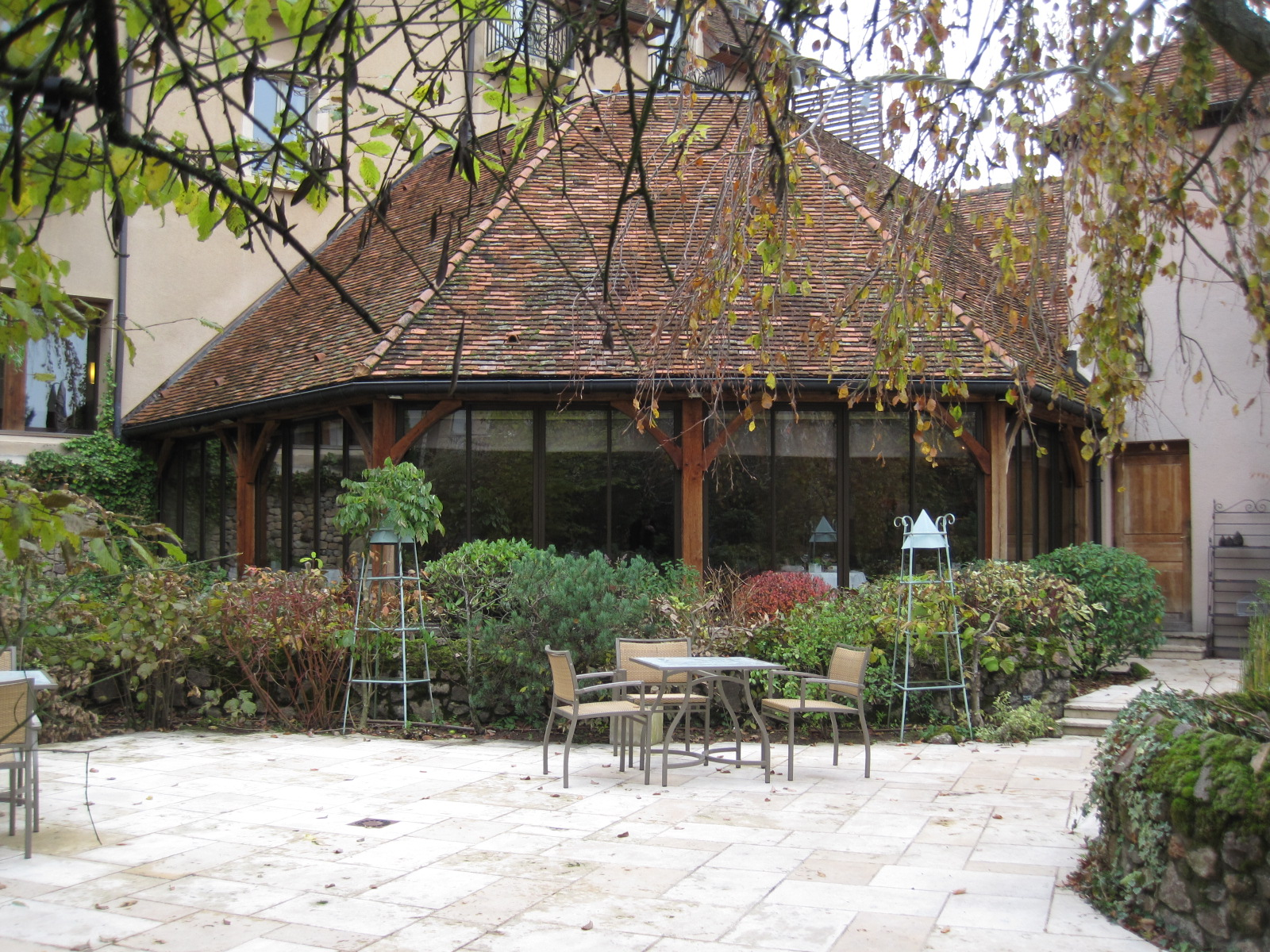
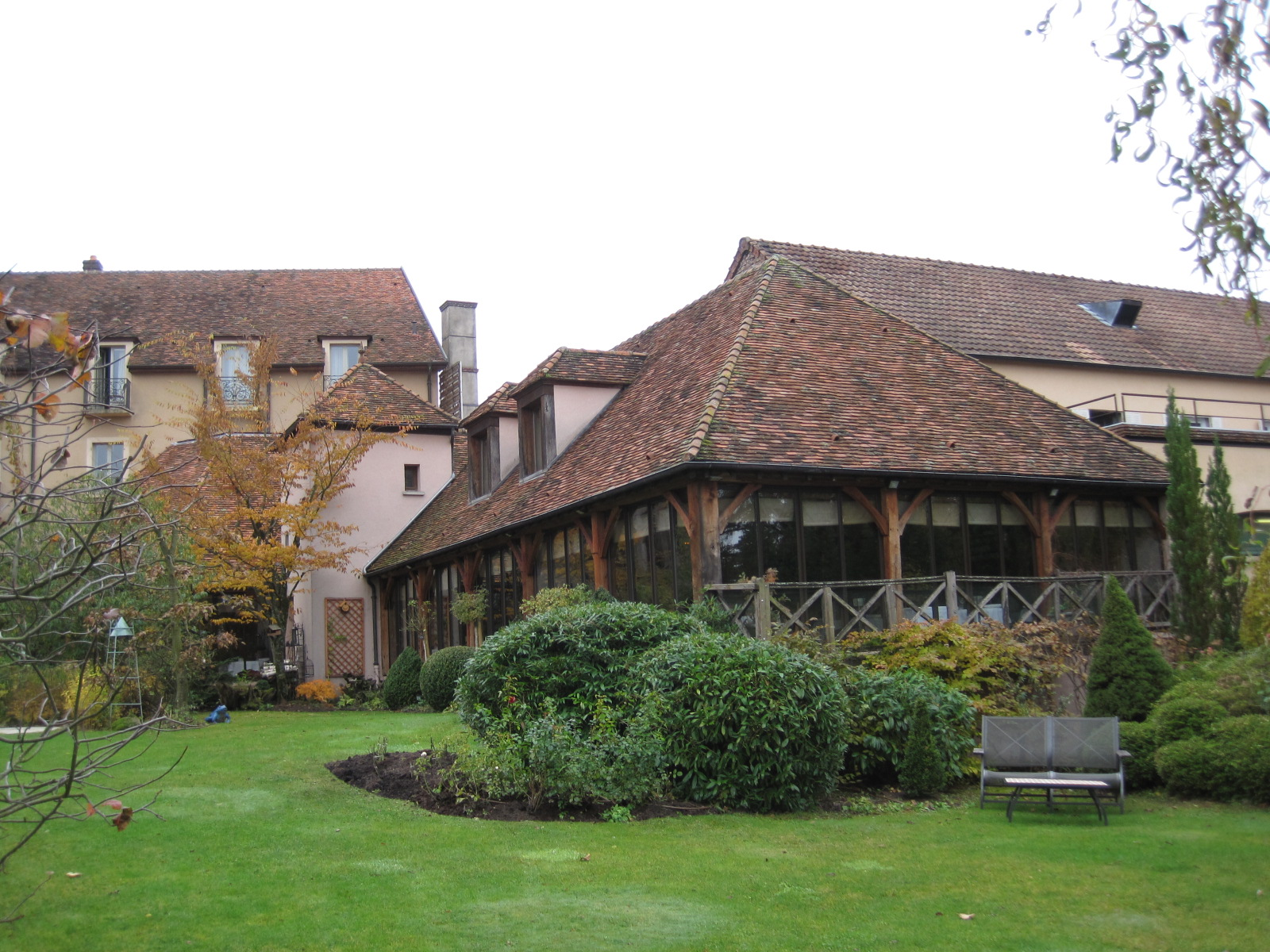
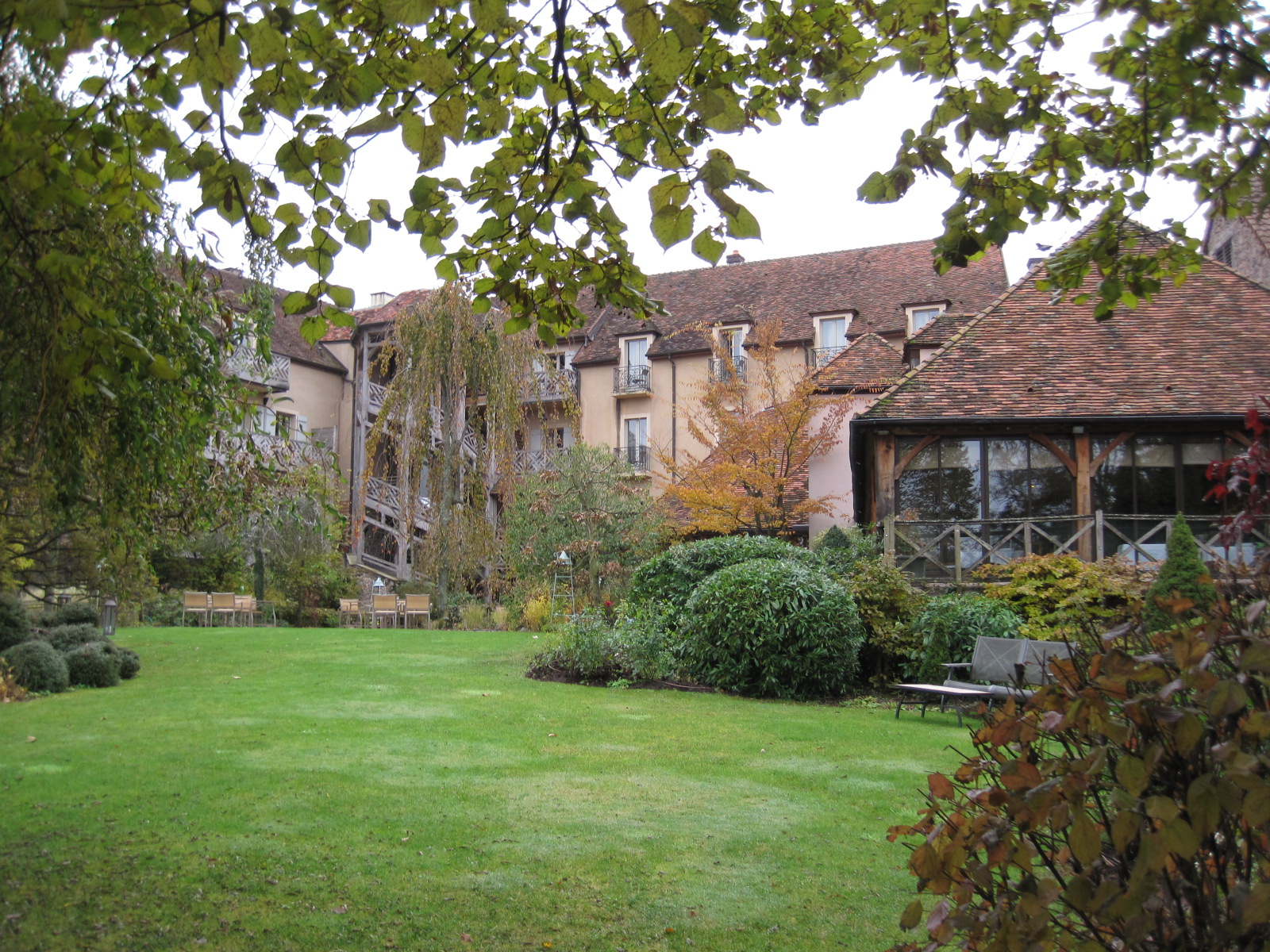
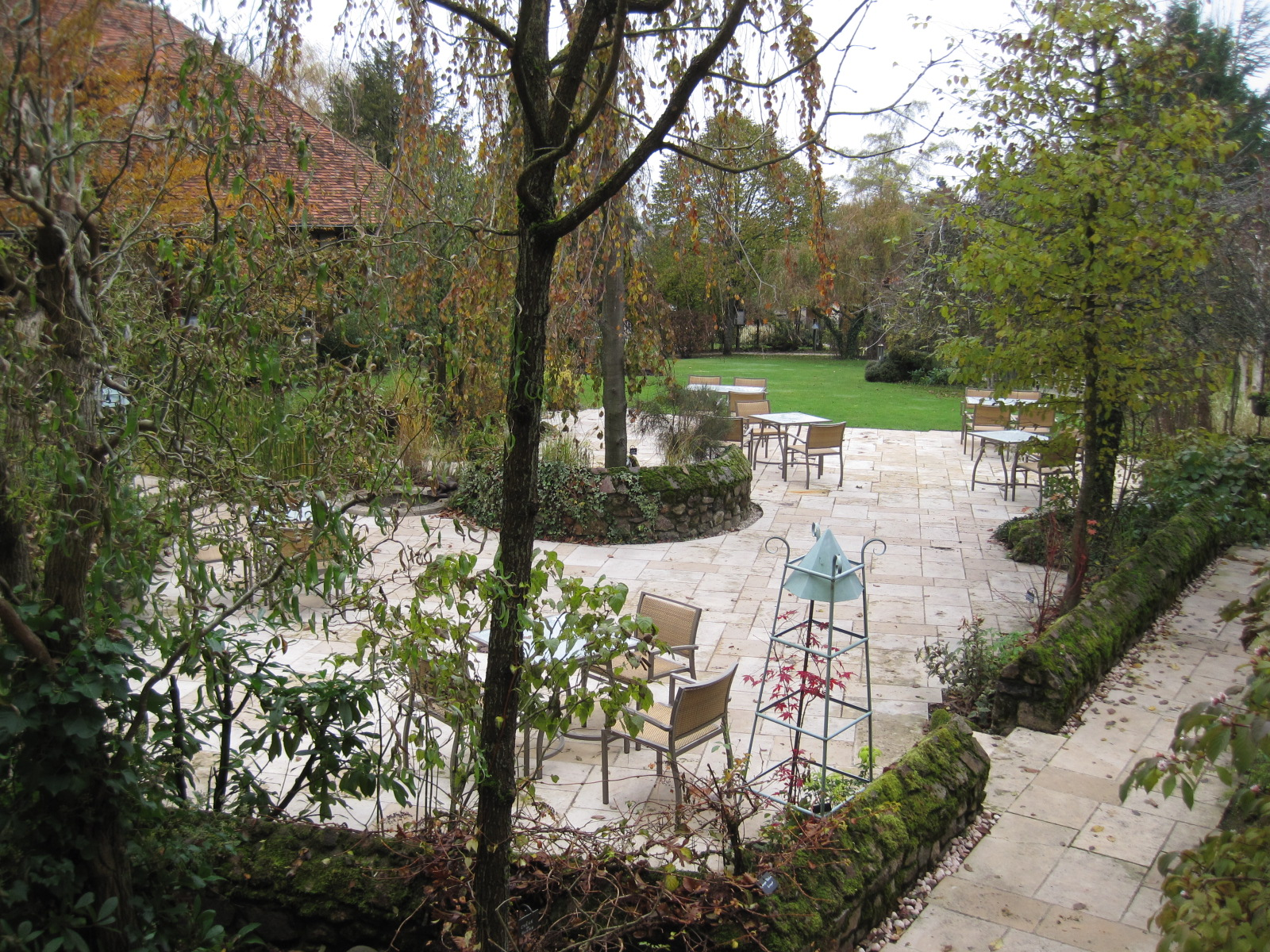
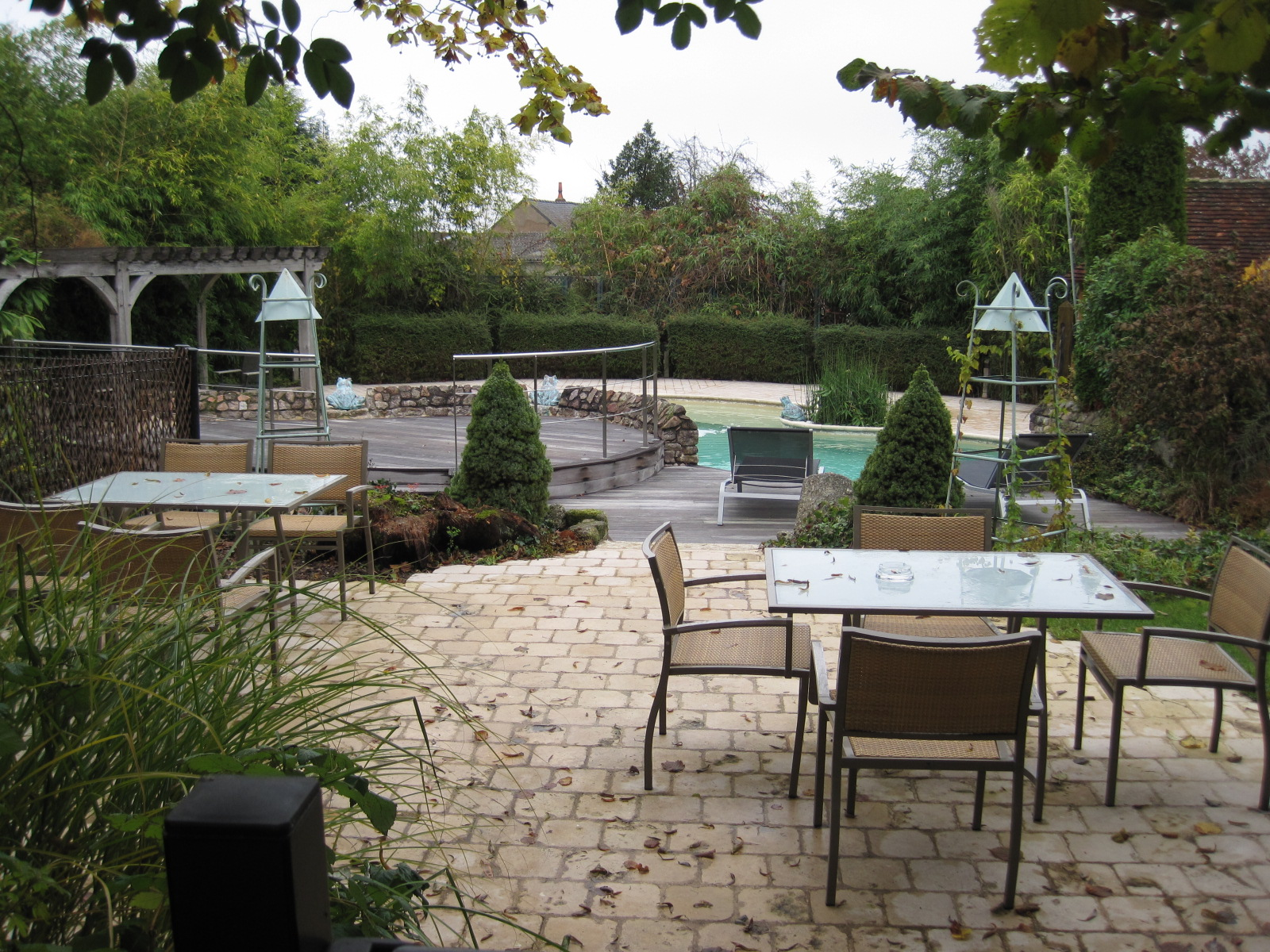
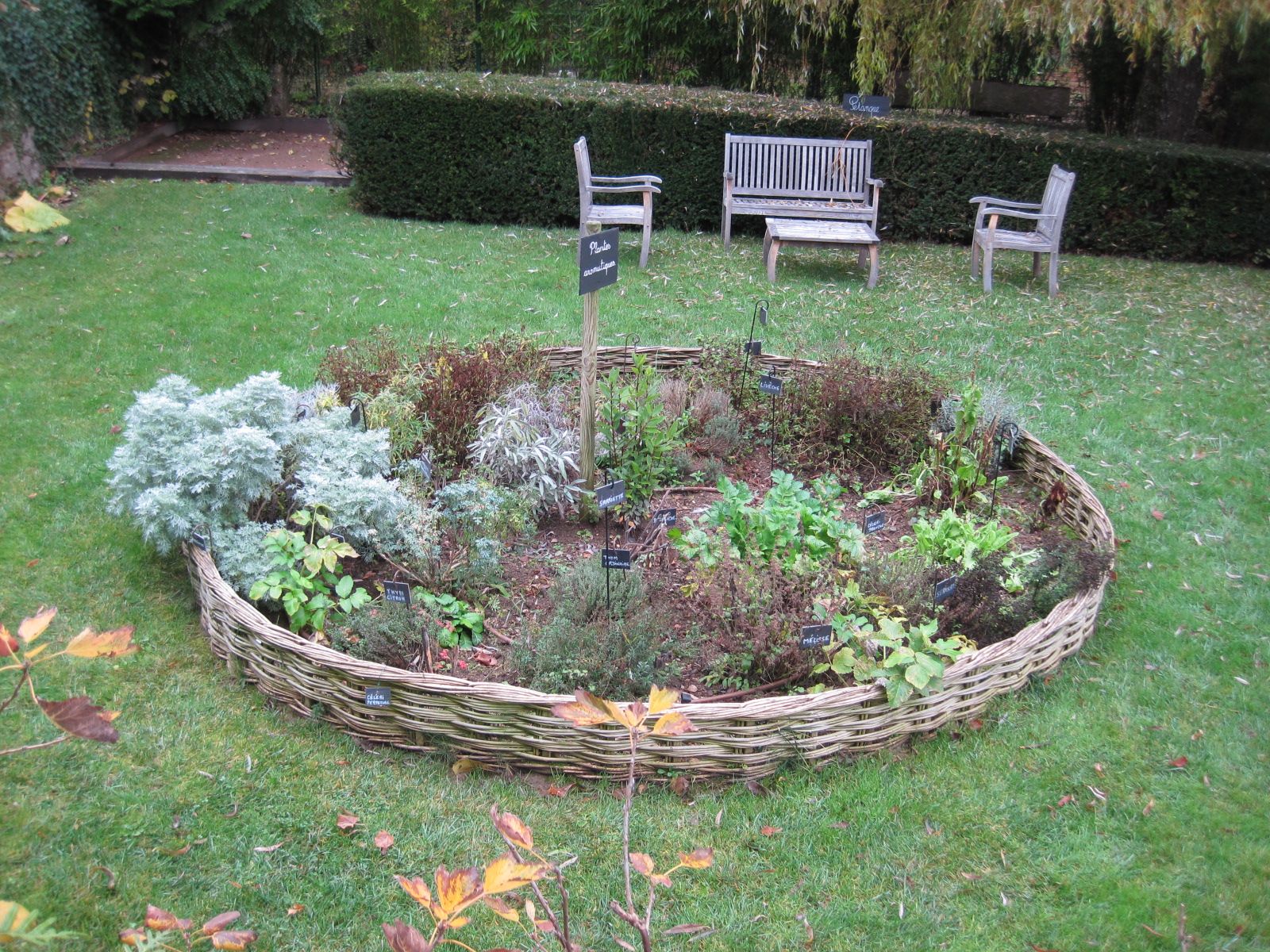